# Universiteit van Dar es Salaam
De Universiteit van Dar es Salaam (Swahili: Chuo Kikuu cha Dar es Salaam) is de oudste en grootste universiteit van Tanzania en bevindt zich in de hoofdstad Dar es Salaam, zo'n 13 kilometer buiten de binnenstad op een heuvel. De universiteit wordt gerankt als 1ste universiteit van Tanzania, 10de van Afrika en 1419de van de wereld. De Rector Magnificus is Fulgence Kazaura, maar de universiteit wordt de facto geleid door de vice-rector Rwekaza Mukandala.

## Geschiedenis
In 1961 werd de rechtenfaculteit van de universiteit opgericht als University College Dar es Salaam, onderdeel van de Universiteit van Londen. In het eerste jaar waren er slechts 14 studenten. In 1963 vormde het University College samen met de Universiteit van Makerere in Oeganda en de Universiteit van Nairobi in Kenia de Universiteit van Oost-Afrika. De eerste Rector Magnificus van die universiteit was Julius Kambarage Nyerere, de eerste president van Tanzania. In 1970 viel de Universiteit van Oost-Afrika uiteen in de drie eerder genoemde universiteiten, en vanaf 1 juli 1970 ging het University College van Dar es Salaam verder als de Universiteit van Dar es Salaam.
Voorheen werd de universiteit met name gesubsidieerd door de Tanzaniaanse overheid, maar tegenwoordig wordt het onderzoek bijna volledig betaald door Scandinavische landen. De universiteit onderhoudt banden met de Universiteit van Göteborg, de Universiteit van Malmö en de Universiteit van Leipzig.

## Campussen en faculteiten
De Universiteit van Dar es Salaam heeft vijf campussen verspreid over Dar es Salaam. Op de hoofdcampus Mlimani (Swahili voor op de heuvel) staat het Nkrumah-gebouw, dat ook te zien is op de achterkant van het bankbiljet van 500 Tanzaniaanse shilling.
De campussen zijn:
- Mlimani hoofdcampus in Dar es Salaam
- Dar es Salaam University College of Education (DUCE) in Dar es Salaam
- Mkwawa University College of Education (MUCE) in Iringa

Voorheen vormden University College of Lands and Architectural Studies (UCLAS) en Muhimbili University College of Health Sciences (MUCHS) ook afzonderlijke campussen, maar deze zijn afgescheiden van de universiteit en verdergegaan als respectievelijk de Ardhi Universiteit en Muhimbili University of Health and Allied Sciences (MUHAS).
De universiteit heeft tien faculteiten:
- Faculteit Kunst, Cultuur en Sociale Wetenschappen
- Faculteit Journalistiek en Media
- Business School
- Faculteit Educatie
- Faculteit Technologie
- Faculteit Rechtsgeleerdheid
- Faculteit Natuurwetenschappen en Toegepaste Wetenschappen
- Faculteit Informatica en Communicatietechnologie
- Dar es Salaam University College of Education
- Mkwawa University College of Education

## Alumni
Bekende alumni van de Universiteit van Dar es Salaam zijn:
- Jakaya Kikwete (1950), president van Tanzania, studeerde economie
- Yoweri Museveni (1944), president van Oeganda, studeerde economie en politicologie
- Laurent-Désiré Kabila (1938-2001), voormalig president van de Democratische Republiek Congo
- John Garang (1945-2005), voormalig vicepresident van Soedan, studeerde landbouweconomie
- Asha-Rose Migiro (1956), voormalig vice-secretaris-generaal van de VN, studeerde rechten
- Edward Lowassa (1953), voormalig minister-president van Tanzania, studeerde theaterwetenschappen
- Mizengo Pinda (1948), minister-president van Tanzania, studeerde rechten